# Harald Bagge
Harald Andersson Bagge, född på 1300-talet, död efter 1394, var en svensk häradshövding.

## Biografi
Harald Bagge var väpnare och var från 1375 till 1384 häradshövding i Lysings härad och Dals härad. Han var 1390 häradshövding i Hanekinds härad och levde ännu 1394.

### Familj
Bagges svärson var väpnaren och häradshövdingen Jon Staffansson (fisk) i Hanekinds härad.